# Birkenmühle (Sengenthal)
Birkenmühle ist ein Gemeindeteil der Gemeinde Sengenthal im Landkreis Neumarkt in der Oberpfalz in Bayern.

## Lage
Die ehemalige Mühle liegt am Westrand des Oberpfälzer Jura am Wiefelsbach, der das unterschlächtige Mühlrad betrieb und der nach einer weiteren Mühle, der Braunmühle, in die Sulz mündet.

## Geschichte
Die Mühle wurde 1412 als „Purckhartsmühle“ und 1418 als „Purckarermühle“ genannt.
Am Ende des Alten Reiches, um 1800, gehörte die Birkenmühle zur Oberen Hofmark Berngau und unterstand hochgerichtlich dem herzoglich-baierischen Schultheißenamt Neumarkt.
Im Königreich Bayern wurde zwischen 1810 und 1820 der Steuerdistrikt Forst, dann die gleichnamige Ruralgemeinde gebildet, die aus Forst, Braunshof, Rocksdorf und Stadlhof bestand. In diese Gemeinde wurde vor 1867 die Gemeinde Wiefelsbach mit ihren zehn Einöden integriert, nämlich die Birkenmühle, die Braunmühle, der Dietlhof, die Gollermühle, die Kastenmühle, die heute nicht mehr existierende Kindlmühle, die Ölkuchenmühle, die ebenfalls heute nicht mehr existierende Schmidmühle, die Schlierfermühle und die Seitzermühle. Um 1814 gehörte die Mühle Michael Ochsenkiel.
Dem Landgericht (ab 1862 Bezirksamt, ab 1879 Landkreis) Neumarkt zugeordnet, umfasste die Gemeinde Forst unmittelbar vor der Gebietsreform die zwölf Gemeindeteile Forst, Birkenmühle, Braunmühle, Braunshof, Dietlhof, Gollermühle, Greißelbach, Kanalschleuse 31 (1960 unbewohnt), Kanalschleuse 32 (1987 unbewohnt), Kastenmühle, Schlierferhaide/Schlierfermühle und Stadlhof. Im Zuge der Gebietsreform in Bayern erfolgte am 1. Januar 1972 die Eingliederung der Gemeinde Forst in die Gemeinde Sengenthal im Landkreis Neumarkt i. d. Opf.
Gemäß der Volkszählung vom 1. Dezember 1871 hatte die Birkenmühle zu dieser Zeit fünf Gebäude, davon ein Wohngebäude mit neun Einwohnern, an Großvieh fünf Pferde und 24 Stück Rindvieh.
1836 gehörte die Mühle zur katholischen Pfarrei Berngau mit Filiale in Reichertshofen. 1928 wurde die Birkenmühle aus der 1867 zur Pfarrei erhobenen Kuratie Reichertshofen zur katholischen Pfarrei Döllwang umgepfarrt, nachdem zwei Jahre zuvor bereits die benachbarte Braunmühle dorthin umgepfarrt worden war.
1936 wurde vom damaligen Besitzer Georg Kohlmann eine Wasserturbine eingebaut. 1966 ließ Heinrich Kohlmann eine neue Turbine installieren. 1981 kam die Müllerfamilie Kohlmann durch eine Pilzvergiftung ums Leben; eine auf dem Mühlenareal 1990 erbaute Schutzengel-Kapelle erinnert daran. Die Mühle wurde 1982 stillgelegt. Das Mühlengebäude aus dem 17./18. Jahrhundert, ein zweigeschossiger Steildachbau mit Halbwalm, gilt als Baudenkmal.

### Einwohnerzahlen
- 1830: 07[11]
- 1836: 13[12]
- 1861: 14[13]
- 18715: 09[14]
- 1900: 08[15]
- 1937: 10[16]
- 1961: 07[17]
- 1987: 04[1]

## Verkehr
Die Birkenmühle ist über einen Anliegerweg zu erreichen, die auf der Höhe vom Sengenthaler Gemeindeteil Dietlhof von der Staatsstraße 2220 abzweigt.